# Kisvaszar
Kisvaszar is een plaats (község) en gemeente in het Hongaarse comitaat Baranya. Kisvaszar telt 343 inwoners (2001).